# Manoir de La Perraudière
La Perraudière est un château situé dans la commune de Saint-Cyr-sur-Loire en Indre-et-Loire. Le domaine accueille aujourd'hui la mairie de la commune.

## Histoire
René Boüault, seigneur de Saint-Cyr, commissaire des guerres, devient propriétaire en 1624 de la Périgaudière en épousant Marie Perrault, cousine de Charles Perrault et de Claude Perrault. Au XVIIe siècle, il s'agissait d'une maison de maître avec une closerie qui fut agrandie et modifiée au cours des siècles.
René Boüault achète en 1653 au chapitre de Saint-Martin le logis seigneurial du fief de la paroisse de Saint-Cyr-sur-Loire, appelé «Chaumont». Propriétaire de cet ensemble, René Boüault remplaça l'appellation Périgaudière par celle de Perraudière.
Pierre Denis, écuyer, conseiller du roi, fait l'acquisition de la Perraudière en 1713. Son écusson est placé au-dessus du portail d'entrée de la terrasse en bordure de Loire.
Vendu en 1747 à Françoise d'Hallais, veuve de Joseph Pézeron, marchand à Tours, elle ne peut s'acquitter de sa dette et la revend en 1749 à Jean Tabareau, marchand-fabricant à Tours, et son épouse Françoise Leroux (tante de l'épouse du banquier Goüin). Jean Tabareau agrandit son domaine en achetant aux fabriciens de l'église de Saint-Cyr le 19 septembre 1751 un espace de terrain de 30 chaisnées appelé le Grand cimetière, joignant les murs de la Perraudière. La paroisse ayant besoin d'un nouveau dais, il se chargea de la dépense et on lui accorda un emplacement dans l'église pour y faire mettre un banc. Mais lorsqu'ils aliénèrent la propriété le 18 avril 1768 à Louis-Julien Bellanger et Geneviève Abraham, ils déclarent ne pas avoir usé de cette faculté qu'ils transmettent aux nouveaux acquéreurs. 
Jean-André du Coudreau, écuyer, chevalier de l'ordre royal et militaire de Saint-Louis, capitaine en premier du génie de Saumur, et sa sœur achètent la Perraudière en 1779.
Sous la Révolution, Jean-Baptiste Chicoyneau de Lavalette, fermier général de sa majesté, achète la Perraudière en 1791, afin de mettre sa famille en sécurité loin de Paris.
François-Charles Moisant (1764-1808), déjà propriétaire du château de Langeais (aussi du domaine de Cinq-Mars), beau-frère de Henri Jacques Goüin-Moisant, en devient propriétaire vers 1800 et vit à la Perraudière (cf. Société archéologique de Touraine, t. XIX, 1867 : Famille Moisant, p. 669). Sa veuve, Josèphe Le Gobien, y décède en 1834. Le frère de François-Charles, Mériadec Moisant (1768-1836), s'en rend alors acquéreur (il possédait la Moisanderie).
En 1836, la Perraudière revient en héritage à l'une des filles de François-Charles Moisant, Zéphirine Moisant alias Mme René Boisseau de Beaulieu (1807-1878), propriétaire du Haut Lieu devenu château de la Tour.
En 1870, un Américain résidant à Paris, François Washington Mélizet, achète la Perraudière. La maison de maître a l'aspect qu'elle a aujourd'hui. Grand voyageur, François W. Mélizet ramène des plantes exotiques qu'il acclimate à la Perraudière. Le parc date de cette époque.
Alain de Malleray et Andrée Dargouge, propriétaires de la fabrique de boutons à Langeais, rachètent la propriété en 1931.
Patrick de Warren et son épouse, Marie Piston d'Eaubonne, l'acquièrent à leur tour en 1975. Ils restaurent l'immeuble, démontent les serres et suppriment la véranda et la colonnade de la façade septentrionale.
La Perraudière est rachetée le 6 juin 1981 par la commune de Saint-Cyr-sur-Loire, qui restaure et adapte, pour la mairie, le parc et les bâtiments.

## Sources
- Bulletin de la Société archéologique de Touraine
- Jacques-Xavier Carré de Busserolle, Dictionnaire géographique, historique et biographique d'Indre-et-Loire et de l'ancienne province de Touraine
- Saint-Cyr-sur-Loire, une commune à la recherche de son passé, 1990
- Des mécènes par milliers: un siècle de dons par les Amis du Louvre